# Väärt
Väärt var ett folkpopband som grundades av Pär Poromaa Isling och Johan Airijoki i Malmberget. På debutalbumet Sommarfågel hade Frida Johansson (fiol) och Love Kjellsson (rytmer) anslutit som bandmedlemmar. Albumet gästades av Lina Högström alias Skator och Arvid Andersson från Glesbygd'n. Palla Orka kom ett år senare med ett gästframträdande av Sofia Jannok på låten "Oro". Albumet Det kommer ett skalv  utgavs våren 2014, med Jens Andersson på trummor och Simon Österhof på bas, och innehåller en "Gudlös predikan" på minoritetsspråket meänkieli och svenska av David Väyrynen och Torbjörn Ömalm. Drömälv, bandets fjärde och sista album, lanserades i mars 2019 av skivbolaget Lemmel Records.

## Medlemmar
- Pär Poromaa Isling - Sång och text
- Johan Airijoki - Gitarr, munspel och sång
- Frida Johansson - Klaviatur, fiol och sång
- Love Kjellsson - Rytmer och ljudlandskap
- Jens Andersson - Trummor
- Simon Österhof - Bas

## Diskografi
- 2010 - Sommarfågel (A West Side Fabrication)
- 2012 - Palla orka (Westpark Music)
- 2014 - Det kommer ett skalv (Westpark Music)
- 2019 - Drömälv (Lemmel Records)